# Pervomajszkojei járás (Altaji határterület)
A Pervomajszkojei járás (oroszul: Первомайский район) Oroszország egyik járása az Altaji határterületen. Székhelye Novoaltajszk.

A Pervomajszkojei járás az Altaji határterületen

## Népesség
- 1989-ben 45 484 lakosa volt.
- 2002-ben 47 467 lakosa volt, melyből 44 576 orosz, 929 német, 651 ukrán, 248 mordvin, 195 örmény, 153 csuvas, 135 fehérorosz, 113 tatár stb.
- 2010-ben 50 100 lakosa volt.